# Ruivães (Vila Nova de Famalicão)
Ruivães is een plaats (freguesia) in de Portugese gemeente Vila Nova de Famalicão en telt 2117 inwoners (2001).